# Gregg
Gregg ist ein englischer männlicher Vorname sowie ein Familienname.

## Namensträger

### Familienname
- Adam Gregg (* 1983), US-amerikanischer Politiker
- Alexander W. Gregg (1855–1919), US-amerikanischer Politiker
- Andrew Gregg (1755–1835), US-amerikanischer Politiker
- Anthony Gregg (* 1986), US-amerikanischer Pokerspieler
- Bob Gregg (Fußballspieler) (Robert Edmund Gregg; 1904–1991), englischer Fußballspieler
- Bob Gregg (Rennfahrer) (Robert Eugene Gregg; 1920–2002), US-amerikanischer Rennfahrer
- Bradley Gregg (* 1966), US-amerikanischer Schauspieler
- Brian Gregg (* 1984), US-amerikanischer Skilangläufer
- Caitlin Gregg (* 1980), US-amerikanische Skilangläuferin und Biathletin
- Clark Gregg (* 1962), US-amerikanischer Schauspieler
- Curtis Hussey Gregg (1865–1933), US-amerikanischer Politiker
- Danielle Wotherspoon-Gregg (* 1980), kanadische Eisschnellläuferin
- Dave Gregg († 2014), kanadischer Gitarrist
- David Paul Gregg (1923–2001), US-amerikanischer Erfinder
- Duncan Gregg (1910–1989), US-amerikanischer Ruderer
- Forrest Gregg (1933–2019), US-amerikanischer American-Football-Spieler und -Trainer
- Harry Gregg (1932–2020), nordirischer Fußballspieler und -trainer
- Hugh Gregg (1917–2003), US-amerikanischer Politiker
- Jack Gregg (* 1938), US-amerikanischer Kontrabassist
- James M. Gregg (1806–1869), US-amerikanischer Politiker
- Jamie Gregg (* 1985), kanadischer Eisschnellläufer
- Jessica Gregg (* 1988), kanadische Shorttrackerin
- John Gregg (1828–1864), US-amerikanischer Jurist, Politiker und Offizier
- John Irvin Gregg (1826–1892), US-amerikanischer General
- John R. Gregg (* 1954), US-amerikanischer Politiker
- John Robert Gregg (1867–1948), US-amerikanischer Stenograf
- Judd Gregg (* 1947), US-amerikanischer Politiker
- Kevin Gregg (* 1978), US-amerikanischer Baseballspieler
- Melvin Gregg (* 1988), US-amerikanischer Schauspieler
- Milton Fowler Gregg (1892–1978), kanadischer Offizier und Politiker (Liberale Partei Kanadas)
- Nancy Currie-Gregg (* 1958), US-amerikanische Astronautin
- Norman McAlister Gregg (1892–1966), australischer Augenarzt
- Peter Gregg (1940–1980), US-amerikanischer Autorennfahrer
- Randy Gregg (Eishockeyspieler) (* 1956), kanadischer Eishockeyspieler
- Randy Gregg (Musiker) (* 1969), amerikanischer Musiker
- Richard Gregg (Hockeyspieler) (1883–1945), irischer Hockeyspieler
- Richard Gregg (Philosoph) (1885–1974), US-amerikanischer Sozialphilosoph
- Robert C. Gregg (1938–2023), US-amerikanischer Religionswissenschaftler
- Stefanie Gregg (* 1970), deutsche Schriftstellerin
- Steve Gregg (1955–2024), US-amerikanischer Schwimmer
- Viola Gregg Liuzzo (1925–1965), US-amerikanische Bürgerrechtlerin
- Virginia Gregg (1916–1986), US-amerikanische Schauspielerin und Musikerin
- Willis Gregg (1880–1938), US-amerikanischer Meteorologe

### Vorname
- Gregg Alexander (* 1970), US-amerikanischer Musiker und Produzent
- Gregg Allman (1947–2017), US-amerikanischer Rockmusiker, Sänger und Songwriter
- Gregg Araki (* 1959), asiatisch-amerikanischer Filmregisseur und Produzent
- Gregg August, US-amerikanischer Jazzmusiker (Bass, Perkussion, Komposition)
- Gregg Baxter, Tontechniker
- Gregg Belisle-Chi (* 1990), kanadischer Jazzmusiker
- Gregg Bendian (* 1963), US-amerikanischer Jazzmusiker
- Gregg Berhalter (* 1973), US-amerikanischer Fußballspieler und -trainer
- Gregg Bissonette (* 1959), US-amerikanischer Schlagzeuger
- Gregg Chillin (* 1988), britischer Schauspieler
- Gregg Diamond (1949–1999), US-amerikanischer Disco-Produzent, -Komponist und -Musiker
- Gregg Edelman (* 1958), US-amerikanischer Film-, Fernseh- und Theaterschauspieler
- Gregg Field (* 1956), US-amerikanischer Jazzmusiker
- Gregg Forrest (* 1966), US-amerikanischer Schauspieler und Kinderdarsteller
- Gregg Giuffria (* 1955), US-amerikanischer Keyboarder
- Gregg Hale (* 1966), US-amerikanischer Filmproduzent
- Gregg Harper (* 1956), US-amerikanischer Politiker
- Gregg Henry (* 1952), US-amerikanischer Schauspieler und Sänger
- Gregg Herken (* 1947), US-amerikanischer Historiker
- Gregg Hoffman (1963–2005), US-amerikanischer Filmproduzent
- Gregg Hurwitz (* 1973), US-amerikanischer Schriftsteller
- Gregg Johnson (* 1982), US-amerikanischer Eishockeyspieler
- Gregg Karukas (* 1961), US-amerikanischer Smooth-Jazz-Musiker
- Gregg Landaker (* 1951), US-amerikanischer Tontechniker
- Gregg Maryniak (* 1954), US-amerikanischer Rechtswissenschaftler und Unternehmer
- Gregg Mayles (* 1971), englischer Videospielentwickler und Creative Director
- Gregg McClymont (* 1976), schottischer Politiker
- Gregg Palmer (1927–2015), US-amerikanischer Schauspieler
- Gregg Popovich (* 1949), US-amerikanischer Basketballtrainer
- Gregg Rolie (* 1947), US-amerikanischer Rocksänger und Keyboarder
- Gregg Rudloff (1955–2019), US-amerikanischer Toningenieur und Tontechniker
- Gregg L. Semenza (* 1956), US-amerikanischer Kinderarzt
- Gregg Sheppard (* 1949), kanadischer Eishockeyspieler
- Gregg Stafford (* 1947), US-amerikanischer Trompeter, Sänger und Bandleader des Hot Jazz
- Gregg Sulkin (* 1992), britischer Schauspieler
- Gregg Tafralis (1958–2023), US-amerikanischer Kugelstoßer
- Gregg Toland (1904–1948), US-amerikanischer Kameramann
- Gregg Zuckerman (* 1949), US-amerikanischer Mathematiker